# 1841
| [ Edytuj tabelę ]                   | |
| Król Polski (tytularny)             | - 1831 Mikołaj I Romanow 1855 |
| Emir Afganistanu                    | - 1818 Al-Rajuo Ballaha 1842 |
| Współksiążęta Andory                | - 1827 Simó Rojas de Guardiola y Hortoneda 1851 - 1830 Ludwik Filip I 1848                                                          |
| Prezydent Argentyny                 | - 1835 gen. Juan Manuel de Rosas 1852                                                                                               |
| Cesarz Austrii                      | - 1835 Ferdynand I Habsburg 1848 |
| Król Bawarii                        | - 1825 Ludwik I 1848 |
| Król Belgów                         | - 1831 Leopold I 1865 |
| Premier Belgii                      | - 1840 Joseph Lebeau 1841 - 1841 Jean-Baptiste Nothomb 1845                                                                         |
| Prezydent Boliwii                   | - 1839 José Miguel de Velasco 1841 - 1841 Sebastián de Ágreda 1841 - 1841 Mariano Enrique Calvo 1841 - 1841 José Ballivián 1847     |
| Cesarz Brazylii                     | - 1831 Pedro II 1889 |
| Sułtan Brunei                       | - 1829 Omar Ali Saifuddin II 1852                                                                                                   |
| Prezydent Chile                     | - 1831 José Joaquín Prieto 1841 - 1841 Manuel Bulnes 1851                                                                           |
| Cesarz Chin                         | - 1820 Daoguang 1850 |
| Król Czech                          | - 1835 Ferdynand I Habsburg 1848 |
| Król Danii                          | - 1839 Chrystian VIII 1848 |
| Dalajlama                           | - 1838 Khedrub Gjaco 1856 |
| Władca Egiptu                       | - 1805 Muhammad Ali 1848 |
| Prezydent Ekwadoru                  | - 1839 Juan José Flores 1845 |
| Premier Francji                     | - 1840 Nicolas Jean de Dieu Soult 1847                                                                                              |
| Król Francji                        | - 1830 Ludwik Filip I 1848 |
| Król Grecji                         | - 1831 Otton I 1862 |
| Prezydent Gwatemali                 | - 1839 Mariano Rivera Paz 1842 |
| Prezydent Haiti                     | - 1818 Jean-Pierre Boyer 1843 |
| Król Hawajów                        | - 1824 Kamehameha III 1854 |
| Król Hiszpanii                      | - 1833 Izabela II 1868 |
| Król Holandii                       | - 1840 Wilhelm II 1849 |
| Prezydent Hondurasu                 | - 1839 José Francisco Zelaya y Ayes (p.o.) 1841 - 1841 Francisco Ferrera 1843                                                       |
| Szach Iranu                         | - 1834 Mohammad Szah 1848 |
| Państwo Wielkich Mogołów            | - 1837 Bahadur Szah II 1858 |
| Król Irlandii                       | - 1837 Wiktoria Hanowerska 1901 |
| Cesarz Japonii                      | - 1817 Ninkō 1846 |
| Kalif                               | - 1839 Abdülmecid I 1861 |
| Prezydent Kolumbii                  | - 1837 José Ignacio de Márquez 1841 - 1841 Pedro Alcántara Herrán 1844                                                              |
| Patriarcha Konstantynopola          | - 1840 Antym IV 1841 - 1841 Antym V 1842                                                                                            |
| Władca Korei                        | - 1834 Hŏnjong 1849 |
| Emir Kuwejtu                        | - 1814 Dżabir I 1859 |
| Książę Liechtensteinu               | - 1836 Alojzy II 1858 |
| Wielki książę Luksemburga           | - 1840 Wilhelm II 1849 |
| Sułtan Maroka                       | - 1822 Abd ar-Rahman 1859 |
| Prezydent Meksyku                   | - 1839 Anastasio Bustamante 1841 - 1841 Francisco Javier Echeverría 1841 - 1841 Antonio López de Santa Anna 1842                    |
| Książę Monako                       | - 1819 Honoriusz V 1841 - 1841 Florestan I 1856                                                                                     |
| Król Nepalu                         | - 1816 Rajendra 1847 |
| Premier Nepalu                      | - 1840 Fateh Jung Shah 1843 |
| Król Norwegii                       | - 1818 Karol III Jan 1844 |
| Sułtan Omanu                        | - 1807 Sa’id ibn Sultan 1856 |
| Papież                              | - 1831 Grzegorz XVI 1846 |
| Konsul Paragwaju                    | - 1840 Manuel Antonio Ortiz 1841 - 1841 Juan José Medina 1841 - 1841 Mariano Roque Alonzo 1844 - 1841 Carlos Antonio López 1844     |
| Książę Parmy i Piacenzy             | - 1814 Maria Ludwika 1847 |
| Prezydent Peru                      | - 1838 Agustín Gamarra 1841 |
| Król Portugalii                     | - 1834 Maria II 1853 - 1837 Ferdynand II Koburg (król iure uxoris) 1853                                                             |
| Król Prus                           | - 1840 Fryderyk Wilhelm IV 1861 |
| Car Rosji                           | - 1825 Mikołaj I 1855 |
| Król Saksonii                       | - 1836 Fryderyk August II Wettyn 1854                                                                                               |
| Prezydent Salwadoru                 | - 1841 Juan Lindo (p.o.) 1842 |
| Kapitanowie Regenci San Marino      | - 1840 Raffaele Gozi Pietro Zoli 1841 - 1841 Filippo Belluzzi Filippo Filippi 1841 - 1841 Girolamo Gozi Francesco Guidi Giangi 1842 |
| Książę Serbii                       | - 1839 Michał Obrenowić 1842 |
| Król Sardynii                       | - 1831 Karol Albert 1849 |
| Król Szwecji                        | - 1818 Karol XIV Jan 1844 |
| Król Tajlandii                      | - 1824 Rama III 1851 |
| Sułtan Turków                       | - 1839 Abdülmecid I 1861 |
| Prezydent Urugwaju                  | - 1839 Fructuoso Rivera 1843 |
| Prezydent USA                       | - 1837 Martin Van Buren 1841 - 1841 William Henry Harrison 1841 - 1841 John Tyler 1845                                              |
| Prezydent Wenezueli                 | - 1839 José Antonio Páez 1843 |
| Król Węgier                         | - 1835 Ferdynand VI 1848 |
| Monarcha Wielkiej Brytanii          | - 1837 Wiktoria 1901 |
| Premier Wielkiej Brytanii           | - 1835 William Lamb 1841 - 1841 Robert Peel 1846                                                                                    |
| Cesarz Wietnamu                     | - 1820 Minh Mạng 1841 - 1841 Thiệu Trị 1847                                                                                         |
| Prezydent Wolnego Państwa Przesmyku | - 1840 Tomás José Ramón del Carmen de Herrera y Pérez Dávila 1841                                                                   |

Rok 1841 / MDCCCXLI
stulecia: XVIII wiek ~
XIX wiek ~
XX wiek

dziesięciolecia:
1810–1819 •
1820–1829 •
1830–1839 •
1840–1849
• 1850–1859
• 1860–1869
• 1870–1879

lata: 1831 «
1836 «
1837 «
1838 «
1839 «
1840 «
1841
» 1842
» 1843
» 1844
» 1845
» 1846
» 1851

## Wydarzenia w Polsce
- 22 marca – na pola koło dzisiejszej wsi Wilkanowo (województwo lubuskie) spadł meteoryt.
- 7 lipca – więziony w warszawskiej Cytadeli Karol Levittoux, działacz niepodległościowy i konspirator, założyciel tajnych sprzysiężeń w Łukowie i Chełmie, dokonał samospalenia.
- 30 lipca – spotkanie Adama Mickiewicza z Andrzejem Towiańskim, które zapoczątkowało Sprawę Bożą.
- 29 listopada – na placu Saskim w Warszawie został odsłonięty pomnik oficerów-lojalistów poległych w Noc Listopadową

- Wojska austriackie opuściły Kraków.

## Wydarzenia na świecie
- 26 stycznia – Wielka Brytania rozpoczęła okupację Hongkongu; rok później mieszkało tam 75 tys. osób.
- 28 stycznia – James Clark Ross odkrył Lodowiec Szelfowy Rossa na Antarktydzie.
- 10 lutego – weszła w życie brytyjska Ustawa o Unii Kanadyjskiej.
- 11 marca – z Nowego Jorku w rejs do Liverpoolu wypłynął i następnie zaginął bez śladu brytyjski transatlantyk SS „President” ze 109 osobami na pokładzie.
- 4 kwietnia:
  - William Henry Harrison jako pierwszy prezydent USA zmarł (na zapalenie płuc) w trakcie sprawowania urzędu.
  - wiceprezydent John Tyler został zaprzysiężony na prezydenta Stanów Zjednoczonych.
- 13 kwietnia:
  - otwarto Operę w Dreźnie.
  - Jean-Baptiste Nothomb został premierem Belgii.
- 16 kwietnia – przyszły car Aleksander II Romanow poślubił Marię Heską.
- 22 kwietnia – założono Mozarteum w Salzburgu.
- 28 czerwca – w Paryżu odbyła się prapremiera baletu Giselle z muzyką Adolphe’a Adama.
- 13 lipca – podpisanie konwencji londyńskiej.
- 4 września – w Wielkiej Brytanii powołano drugi rząd Roberta Peela.
- 24 września – sułtan Brunei odstąpił obszar Sarawak Wielkiej Brytanii.
- 12 października – Wilhelm II nadał Luksemburgowi pierwszą konstytucję.
- 16 października – w Kingston (Ontario) założono Queen’s University.
- 12 listopada – I wojna brytyjsko-afgańska: wojska afgańskie rozpoczęły oblężenie Dżalalabadu.
- 18 listopada – wojna peruwiańsko-boliwijska: decydujące zwycięstwo strony boliwijskiej w bitwie pod Ingavi.

- W Anglii powstało pierwsze biuro podróży, założone przez Thomasa Cooka.

## Urodzili się
- 3 stycznia – Franciszek Symon, polski duchowny katolicki, biskup pomocniczy mohylewski, biskup nominat płocki (zm. 1918)
- 4 stycznia – Wiktor Schmidt, duchowny rzymskokatolicki (zm. 1917)[1]
- 11 stycznia – Izaak Cylkow, polski rabin i kaznodzieja, tłumacz Biblii Hebrajskiej (zm. 1908)
- 28 stycznia – Henry Morton Stanley, właściwie John Rowlands, brytyjski podróżnik, badacz Afryki (zm. 1904)
- 29 stycznia - Zdzisław Marchwicki, polski polityk (zm. 1912)
- 2 lutego – François-Alphonse Forel, szwajcarski lekarz i przyrodnik, twórca limnologii (zm. 1912)
- 10 lutego – Bartłomiej Longo, włoski prawnik, tercjarz, błogosławiony katolicki (zm. 1926)
- 11 lutego – Józef Brandt, polski malarz, batalista (zm. 1915)
- 25 lutego – Auguste Renoir, francuski malarz (zm. 1919)
- 3 marca
  - Ella Sophia Armitage, angielska historyk i archeolog (zm. 1931)
  - Konstanty Henszel, polski ziemianin, lekarz, uczestnik powstania styczniowego, działacz narodowy, społeczny i emigracyjny (zm. 1903)
- 7 marca – Friederike Kronau, niemiecko-austriacka aktorka (zm. 1918)
- 11 marca – Benedykt Menni, włoski bonifrater, święty katolicki (zm. 1914)
- 14 marca – Józef Tovini, włoski prawnik, błogosławiony katolicki (zm. 1897)
- 15 marca – Piotr Bonilli, włoski duchowny katolicki, założyciel Sióstr Najświętszej Rodziny w Spoleto, błogosławiony katolicki (zm. 1935)
- 19 marca – Georg von Hauberrisser, austriacko-niemiecki budowniczy i architekt (zm. 1922)
- 20 marca – Mucjusz María Wiaux, belgijski lasalianin, święty katolicki (zm. 1917)
- 2 kwietnia – Clément Ader, francuski inżynier, pionier awiacji (zm. 1925)
- 30 kwietnia – Filip Robota, polski nauczyciel, działacz oświatowy i społeczno-narodowy na Śląsku (zm. 1902)
- 7 maja – Gustave Le Bon, francuski socjolog i psycholog (zm. 1931)
- 22 maja – Catulle Mendès, francuski poeta, dramaturg, powieściopisarz (zm. 1909)
- 28 maja:
  - Karl Kolbenheyer, niemiecki nauczyciel, działacz turystyczny Beskidenvereinu, badacz Tatr (zm. 1901)
  - Maria od Jezusa Deluil-Martiny, francuska zakonnica, założycielka Sióstr Najświętszego Serca Jezusa, błogosławiona katolicka (zm. 1884)
- 30 maja – Matylda od Najświętszego Serca Jezusa, hiszpańska zakonnica, błogosławiona katolicka (zm. 1902)
- 3 czerwca – Eduard Caudella, rumuński kompozytor, skrzypek, dyrygent i pedagog (zm. 1924)
- 6 czerwca – Eliza Orzeszkowa, polska pisarka (zm. 1910)
- 28 czerwca - Henry Page, amerykański prawnik, polityk, kongresman ze stanu Maryland (zm. 1913)
- 22 lipca – Franciszek Salezy Lewental, polski (pochodzenia żydowskiego) księgarz, wydawca (zm. 1902)
- 25 lipca – Jędrzej Wala (młodszy), przewodnik tatrzański (zm. po 1900)
- 3 sierpnia – Martin Róth, nauczyciel, spiskoniemiecki działacz turystyczny (zm. 1917)
- 15 sierpnia - Władysław Kraiński, polski ziemianin, poseł na galicyjski Sejm Krajowy (zm. 1926)
- 30 sierpnia – Emilie Lehmus, niemiecka lekarka, ginekolożka (zm. 1932)
- 2 września – Julius von Payer, austriacki oficer, kartograf, alpinista i badacz polarny, odkrywca Ziemi Franciszka Józefa (zm. 1915)
- 8 września – Antonín Dvořák, czeski kompozytor i dyrygent (zm. 1904)
- 18 września - Tomisław Rozwadowski, polski ziemianin, polityk, uczestnik powstania styczniowego (zm. 1920)
- 28 września – Georges Clemenceau, francuski pisarz, lekarz i polityk (zm. 1929)
- 16 października
  - Hirobumi Itō (jap. 伊藤 博文), pierwszy premier Japonii (zm. 1909)
  - Florian Stablewski, polski duchowny katolicki, arcybiskup metropolita poznański i gnieźnieński, prymas Polski (zm. 1906)
- 24 października – Władysław Folkierski, polski matematyk, inżynier budowlany, uczestnik powstania styczniowego oraz profesor uniwersytetu w Limie w Peru (zm. 1904)
- 26 października – Theodor von Oppolzer, austriacki astronom i matematyk (zm. 1886)
- 27 października – Józef Kleczyński, polski statystyk, demograf, prawnik, publicysta, powstaniec styczniowy (zm. 1900)
- 1 listopada – Alojzy Tezza, włoski duchowny katolicki, błogosławiony (zm. 1923)
- 8 listopada – Stanisław Kramsztyk, polski naukowiec, fizyk, matematyk, przyrodnik, pedagog (zm. 1906)
- 9 listopada – Edward VII, król Zjednoczonego Królestwa Wielkiej Brytanii i Irlandii i dominiów brytyjskich oraz cesarz Indii (zm. 1910)
- 19 listopada - Andrej Kmeť, słowacki ksiądz katolicki, a także archeolog, geolog, paleontolog, botanik, etnograf i historyk (zm. 1908)
- 20 listopada – Wilfrid Laurier, pierwszy premier Kanady pochodzenia frankofońskiego (zm. 1919)
- 25 listopada – Ernst Schröder, matematyk niemiecki (zm. 1902)
- 26 listopada – Jan Chrzciciel Piamarta, duchowny katolicki, święty (zm. 1913)
- 4 grudnia - Anna Elisa Tuschinski, gdańska nauczycielka, pionierka ruchu esperanckiego (zm. 1939)
- 5 grudnia - Stanisław Brykczyński, polski ziemianin, polityk (zm. 1912)

- data dzienna nieznana: 
  - Rajmund Li Quanzhen, chiński męczennik, święty katolicki (zm. 1900)

## Zdarzenia astronomiczne
- W tym roku Słońce osiągnęło lokalne maksimum aktywności.

## Święta ruchome
- Tłusty czwartek: 18 lutego
- Ostatki: 23 lutego
- Popielec: 24 lutego
- Niedziela Palmowa: 4 kwietnia
- Wielki Czwartek: 8 kwietnia
- Wielki Piątek: 9 kwietnia
- Wielka Sobota: 10 kwietnia
- Wielkanoc: 11 kwietnia
- Poniedziałek Wielkanocny: 12 kwietnia
- Wniebowstąpienie Pańskie: 20 maja
- Zesłanie Ducha Świętego: 30 maja
- Boże Ciało: 10 czerwca